# Balzan
Balzan (lub Ħal-Balzan) – jedna z jednostek administracyjnych na Malcie. Mieszka tutaj 3958 osób.

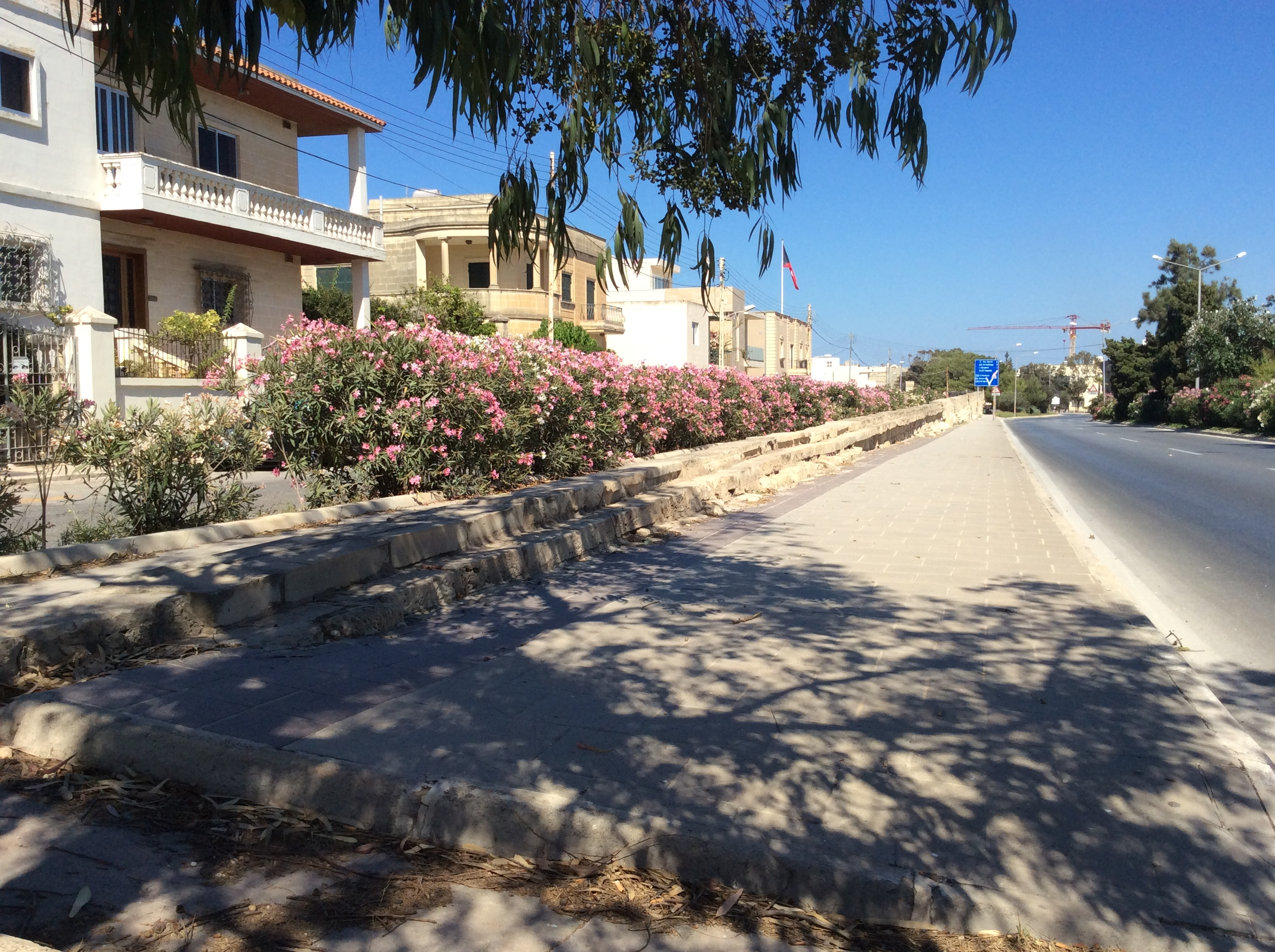
Triq l-Imdina, jedna z ulic
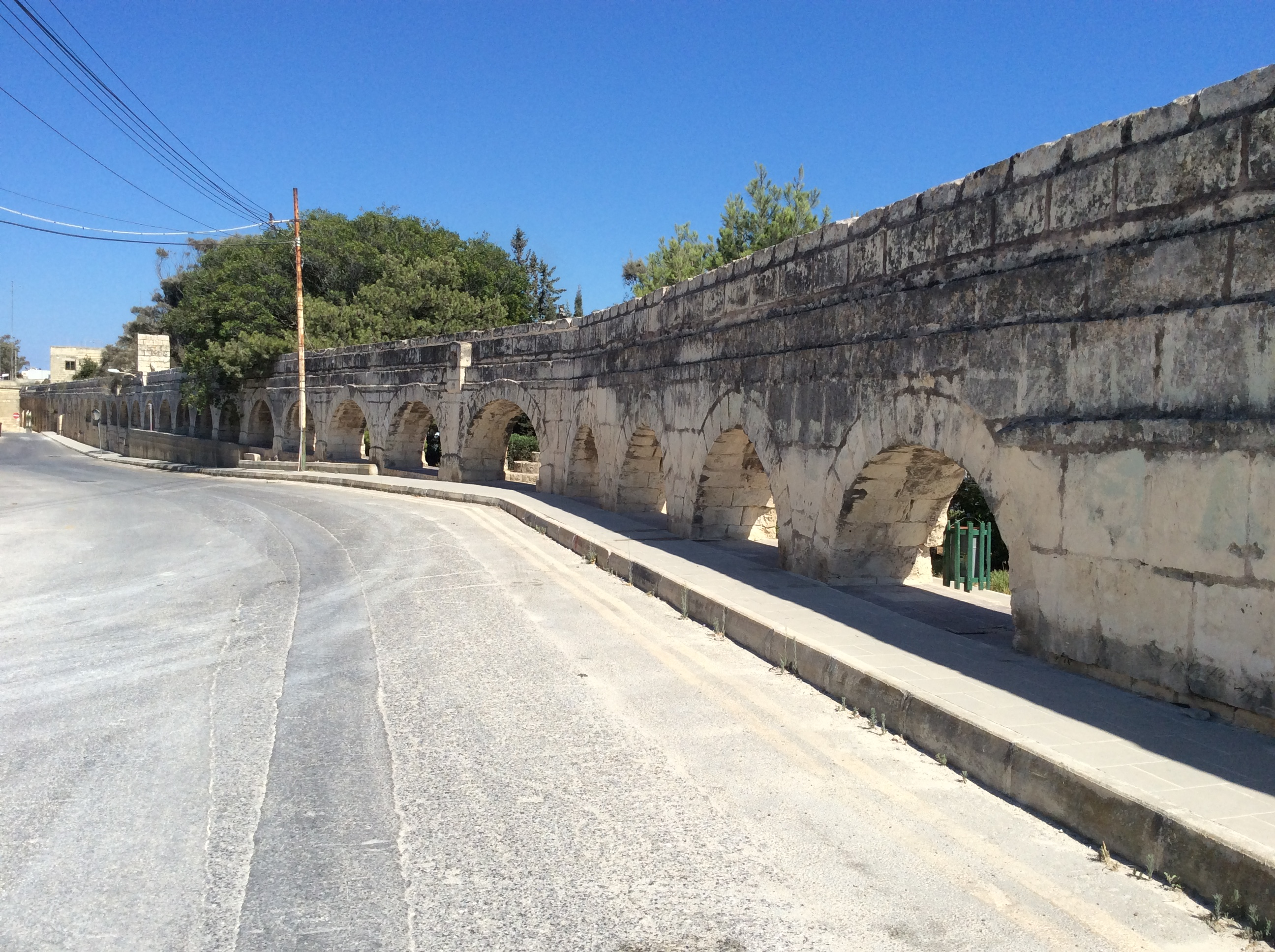
Akwedukt Wignacourta
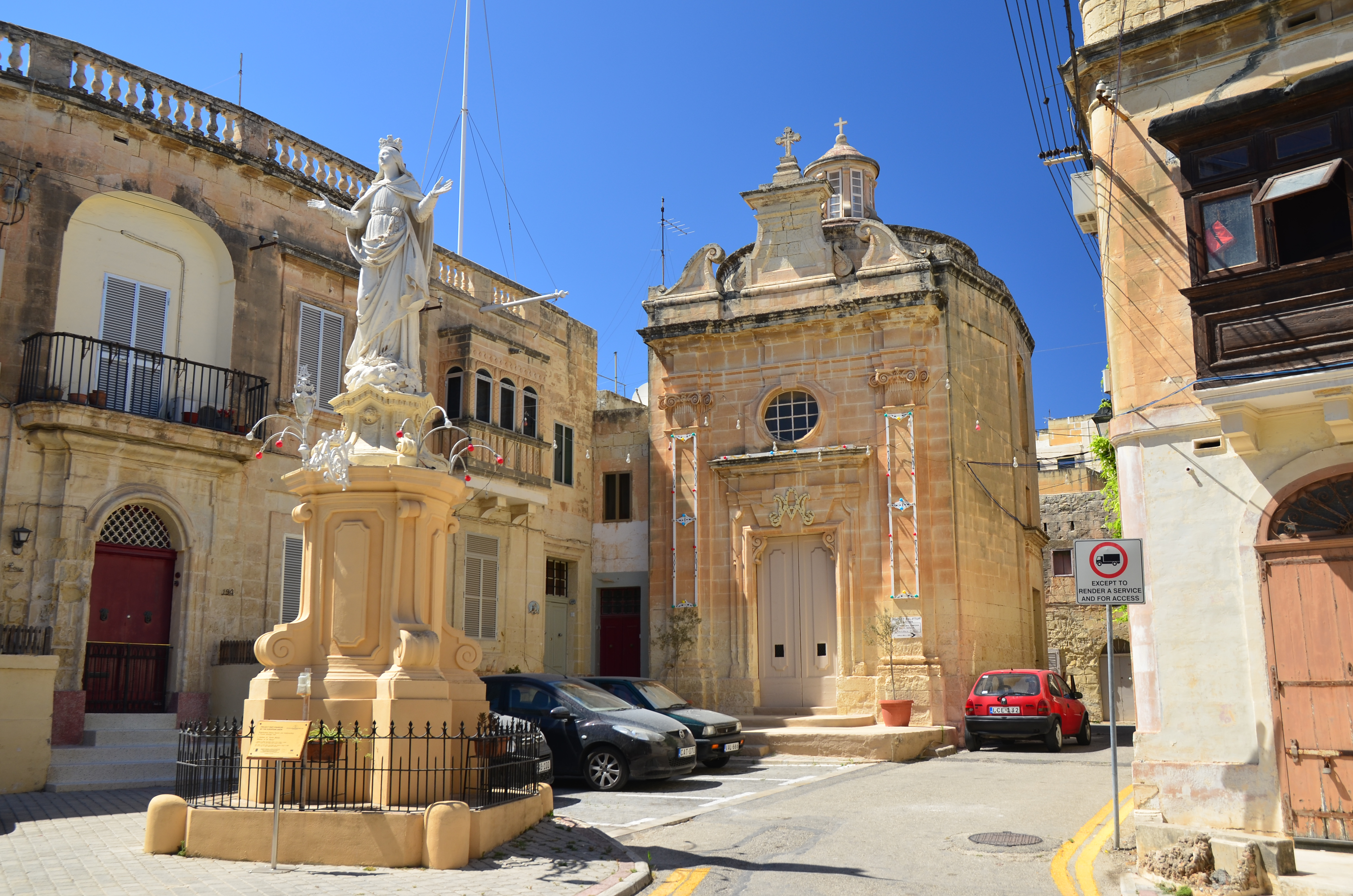
Kościółek św. Marii
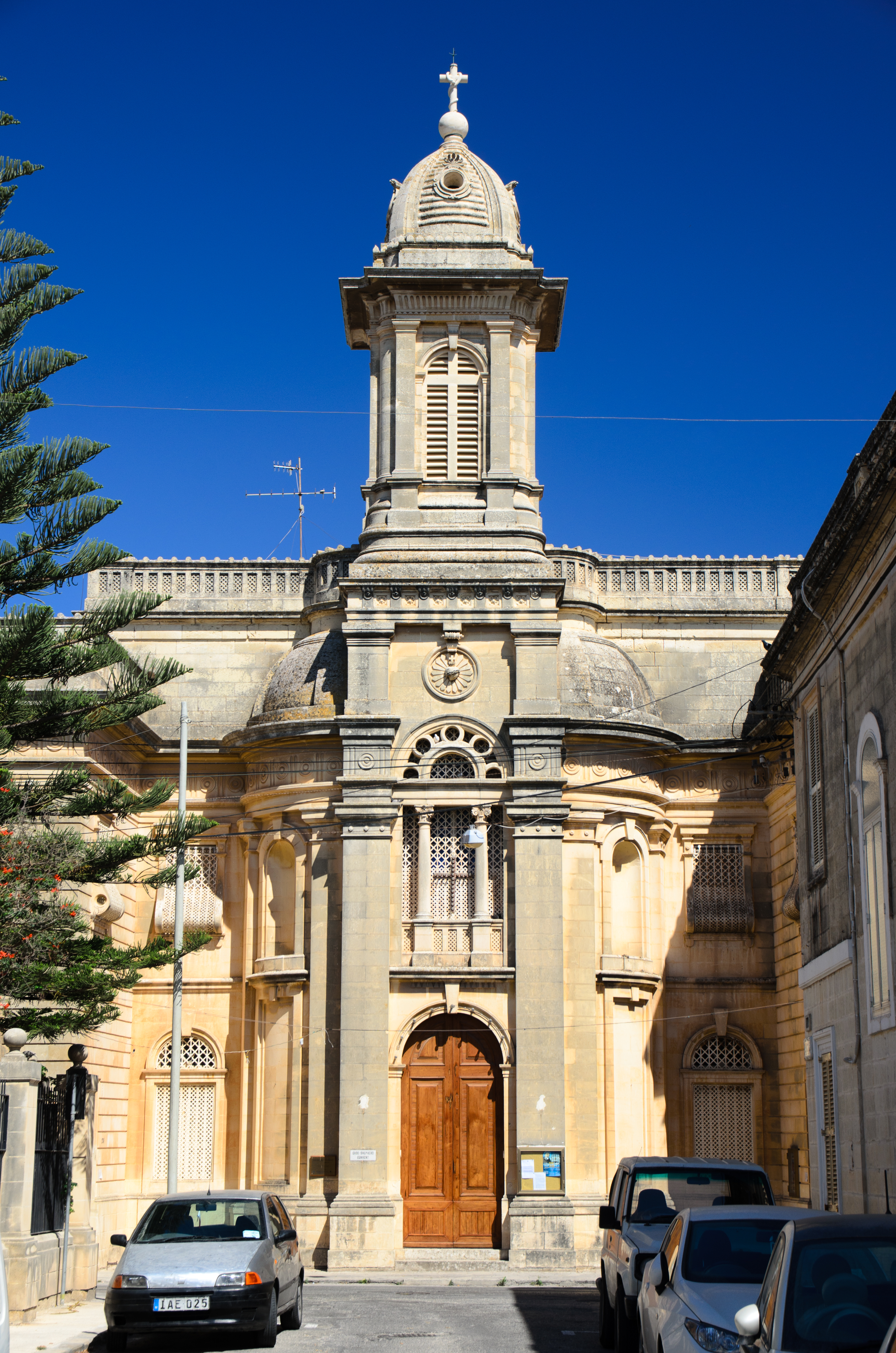
Church of the Good Shepherd
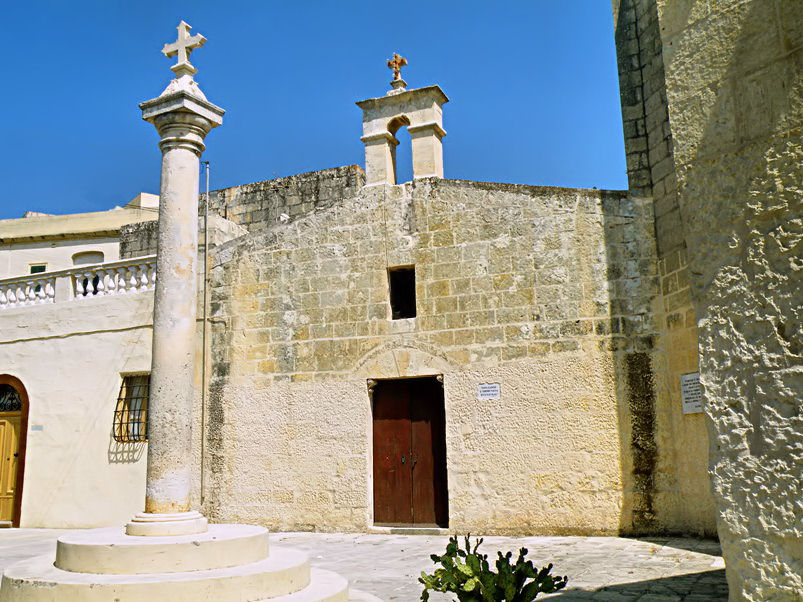
Kaplica Zwiastowania
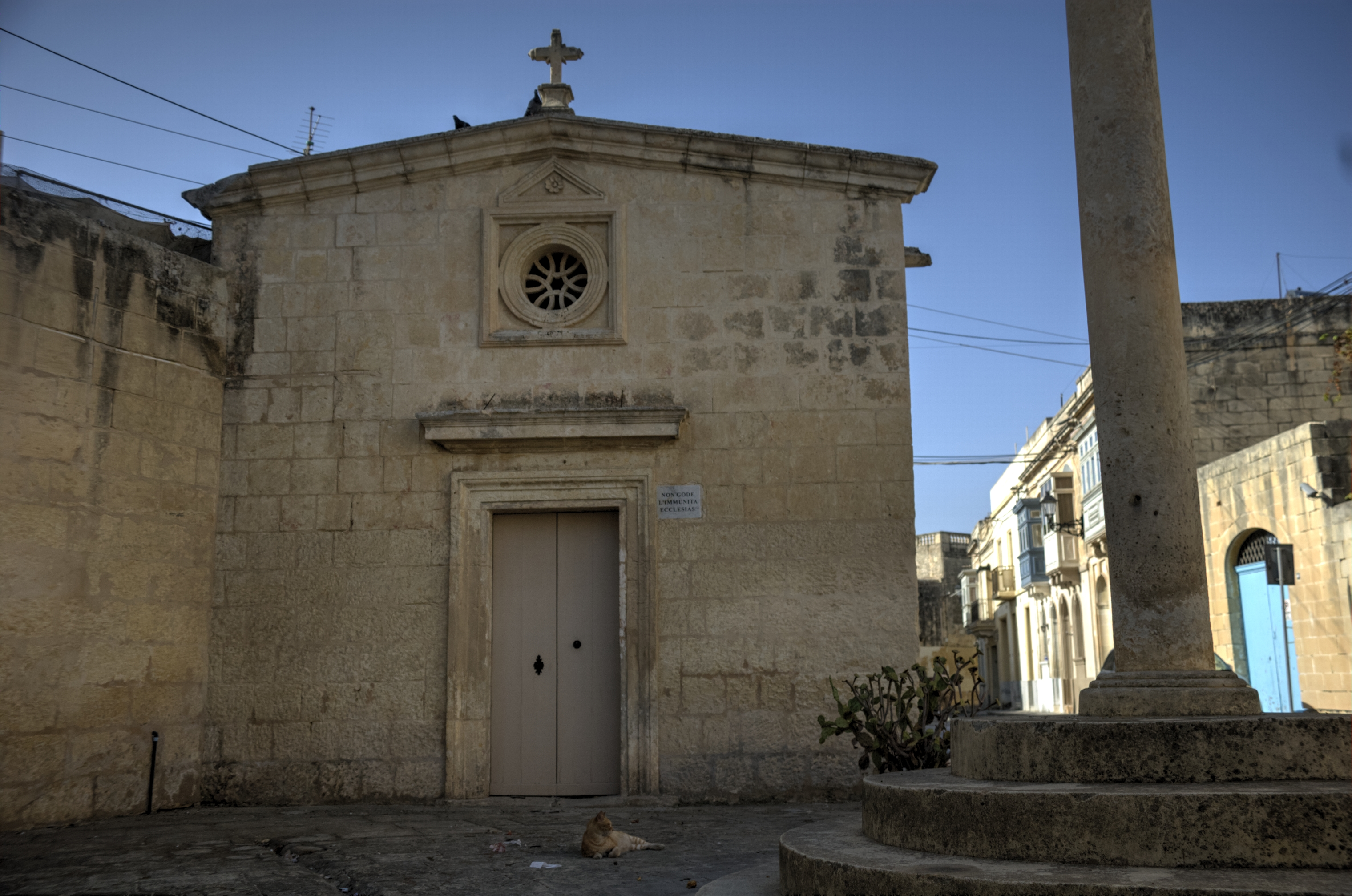
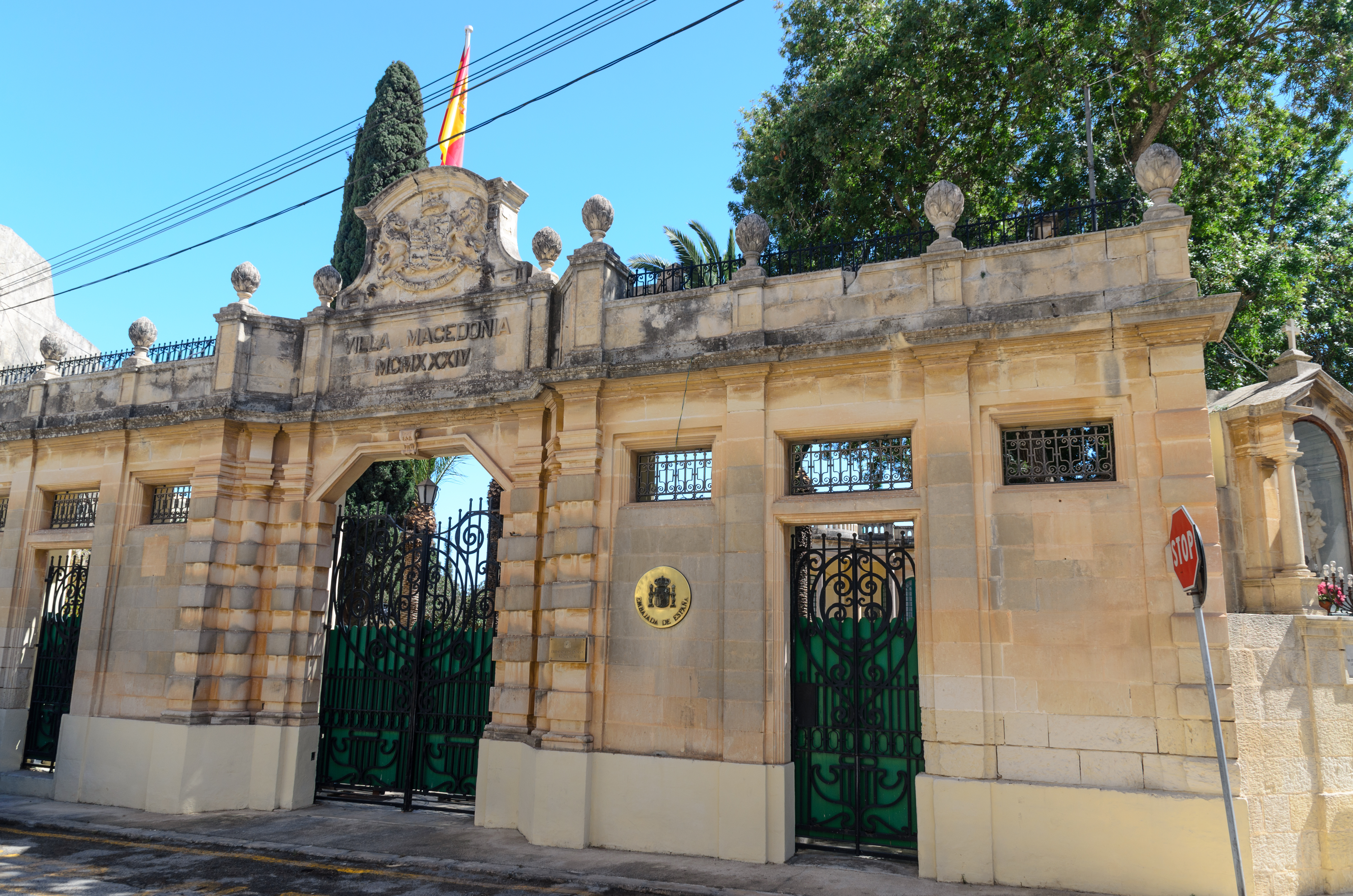
Villa Macedonia – ambasada Hiszpanii na Malcie
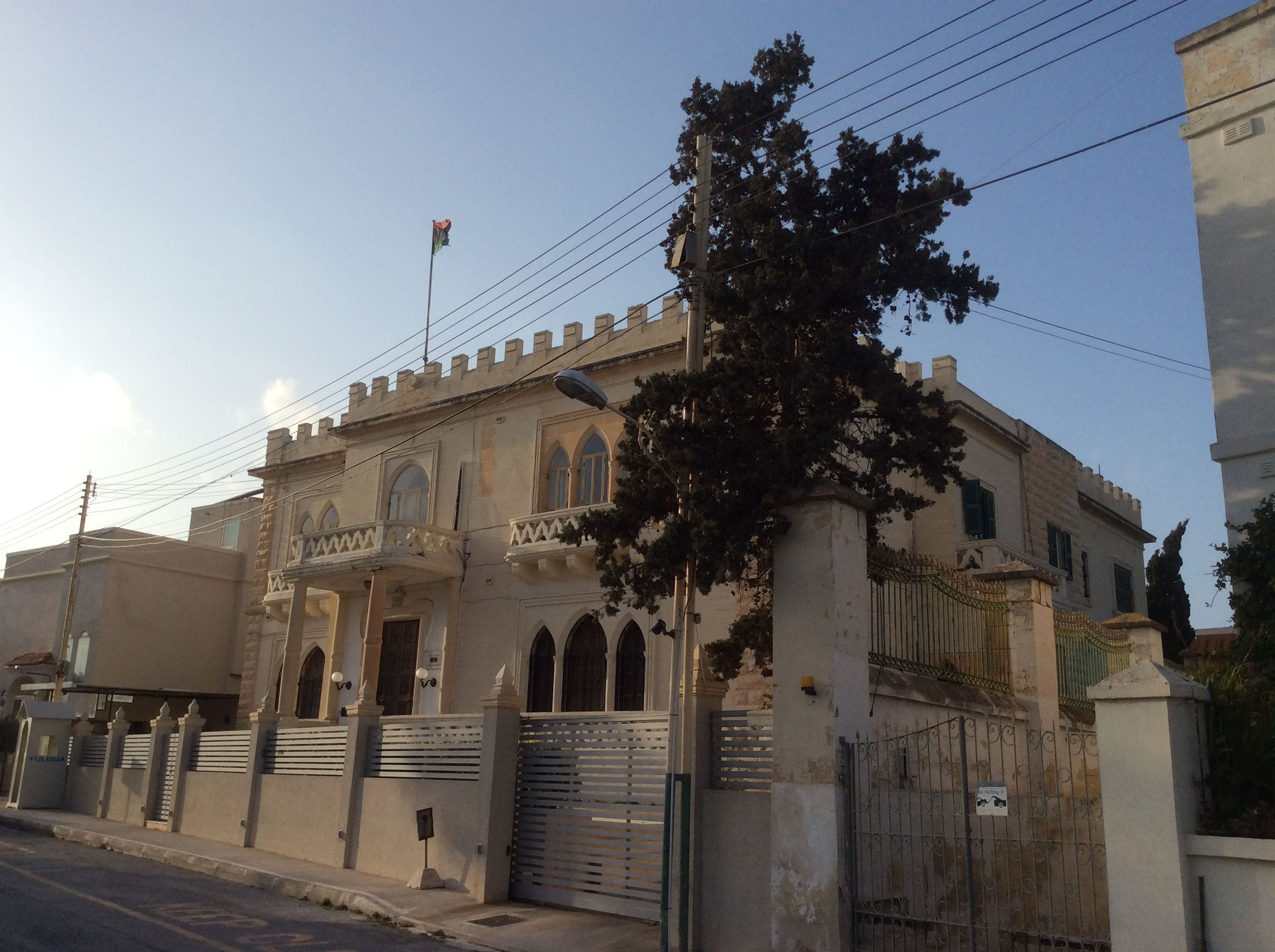
Dar El-Hana – ambasada Libii na Malcie
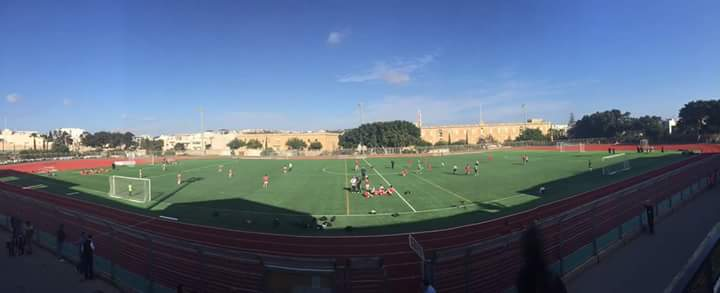
St. Aloysius College Ground

## Sport
W miejscowości funkcjonuje klub piłkarski Balzan F.C. Powstał w 1937 roku. Obecnie gra w najwyższej maltańskiej lidze – Maltese Premier League.